# أوريستيا
الأوريستيا (بالإغريقية: Ὀρέστεια) هي ثلاثية من التراجيديات اليونانية كتبها إيسخيلوس في القرن الخامس قبل الميلاد تتحدث عن مقتل أجاممنون من قبل زوجته كليتيمنسترا ومقتل كليتيمنسترا من قبل أوريستيس ومحاكمة أوريستيس ونهاية اللعنة على آل أتريوس وإحلال السلام مع الإيرينيس. كما تُظهِر الثلاثية -المكونة من أجاممنون وحاملات القرابين والمحسنات- كيفية تفاعل الآلهة اليونانيين مع الشخصيات وتأثيرهم في قراراتهم المتعلقة بالأحداث والنزاعات. ربحت الأوريستيا، وهي المثال الوحيد المتبقي عن الثلاثيات المسرحية اليونانية القديمة، أول جائزة في مهرجان ديونيسيا عام 458 قبل الميلاد. تتضمن المواضيع الرئيسية للثلاثية الاختلاف بين الانتقام والعدالة، وكذلك الانتقال من الثأر الشخصي إلى المحاكمة المنظمة. تضمنت الأوريستيا في الأصل مسرحية ساخرة، بروتيوس، تتبع الثلاثية التراجيدية، إلا أنها ضاعت كلها ما عدا سطر واحد.

## أجاممنون
أجاممنون (Ἀγαμέμνων) هي أول الروايات الثلاث ضمن ثلاثية الأورستيا. توضح عودة أجاممنون، ملك ميسينيا، إلى الوطن من حرب طروادة. بعد عشر سنوات من الحرب، سقطت طروادة وأصبح بإمكان كل اليونان إعلان النصر. كانت زوجة أجاممنون، الملكة كليتيمنسترا تنتظر عودته والتي كانت تخطط لقتله. أرادت موته لتنتقم للتضحية بابنتها إيفيجينيا ولتنهي السبب الوحيد الذي يمنعها من الاستيلاء على العرش ولتكون قادرة أخيرًا على احتضان عشيقها منذ وقت طويل إيجيسثوس علنًا.
تفتتح المسرحية بحارس يراقب البحر، مُعلِنًا أنه كان راقدًا بلا راحة «مثل كلب» لمدة سنة، بانتظار رؤية نوعٍ ما من إشارات نصر اليونان في طروادة. يتأسف لحظ العائلة ولكن يعد بأن يبقى صامتًا: «وطأ ثور هائل على لساني». يرى الحارس ضوءًا بعيدًا في الأفق -نارًا تشير إلى سقوط طروادة- وتغمره السعادة نتيجة النصر ويأمل بالعودة المستعجلة للملك، إذ «تخبطت» العائلة في غيابه. تُقدَّم كليتيمنسترا للمشاهدين وتُعلِن أنه سيكون هناك احتفالات وتضحيات في أنحاء المدينة مع عودة أجاممنون وجيشه.
عند عودة أجاممنون، تندب زوجته على مرأى ومسمع أرغوس صعوبة انتظار زوجها، وملكها. بعد مشهد مناجاتها لنفسها، تترجى كليتيمنسترا وتقنع أجاممنون أن يمشي على الأغطية الموضوعة من أجله. هذه لحظة مشؤومة جدًا في المسرحية إذ يتم التشكيك في الولاءات والدوافع. تُقدَّم عشيقة الملك الجديدة، كاساندرا، ما يُولِّد الحقد من الملكة، كليتيمنسترا، مباشرةً. تُؤمّر كاساندرا بالخروج من عربتها إلى المذبح حيث، حين تصبح وحيدة، تُسمَع وهي تصرخ نبوءات جنونيةً لأبولو حول موت أجاممنون ومصيرها المُشتَرك معه.

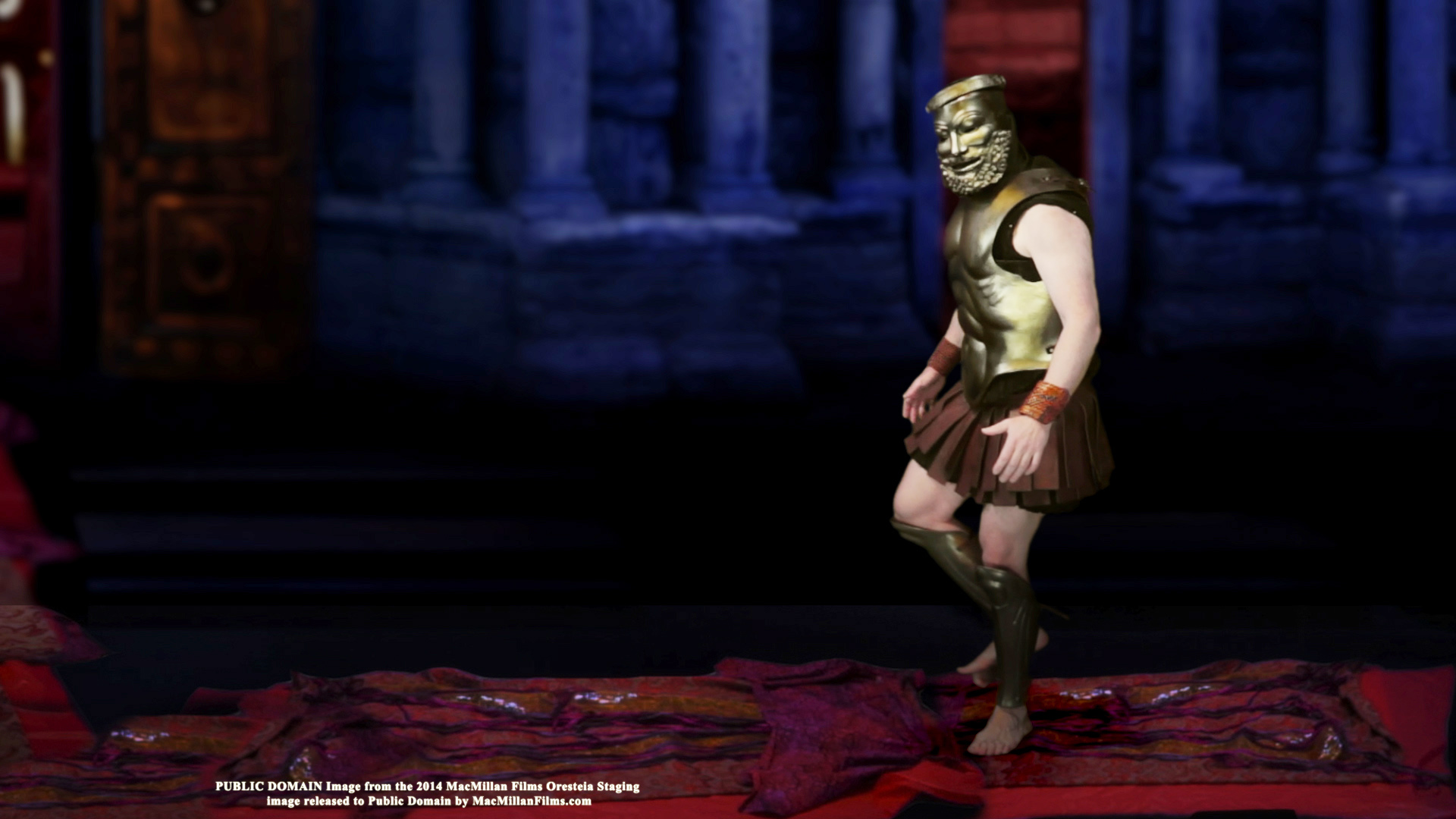
أجاممنون سائرًا على بساط ألبسة البيبلوس المقدسة

تُسمَع صرخةٌ في داخل المنزل؛ طُعِن أجاممنون في حوض الاستحمام. يفترق الملأ عن بعضهم البعض ويثرثرون إلى أنفسهم، مُثبِتين جبنهم، عندما تُسمَعُ صرخة أخيرة. عندما تُفتَحُ الأبواب أخيرًا، تُرى كليتيمنسترا واقفةً فوق جثث أجاممنون وكاساندرا. تصف كليتيمنسترا الجريمة بالتفصيل للجوقة، بدون إظهار أي أثرٍ للندم أو للأسف. يقتحم عشيق كليتيمنسترا المنفي، إيجيسثوس القصر ليأخذ مكانه بجانبها. يُصرِّح إيجيسثوس بفخر أنه وضع الخطة لقتل أجاممنون وحصل على انتقامه لوالده (خُدِعَ والد إيجيسثوس، ثيستيس، من قبل أخيه أتريوس، والد أجاممنون، ليأكل اثنين من أولاده). تُعلِن كليتيمنسترا أنها وإيجيسثوس يملكان السلطة المطلقة الآن ويدخلون القصر مجددًا مع إغلاق الأبواب وراءهم.

## حاملات القرابين
في حاملات القرابين (Χοηφóρoι) -ثاني مسرحيات ثلاثية الأوريستيا لإيسخيلوس- بعد عدة سنوات من مقتل أجاممنون، يعود ابنه أوريستيس إلى أرغوس مع قريبه بيلاديس للانتقام من كليتيمنسترا، بأمر من أبولو، لقتلها أجاممنون. عقب وصوله، يلتم شمل أوريستيس مع أخته إليكترا عند قبر أجاممنون، حين تكون هناك جالبةً الخمر إلى أجاممنون في محاولةٍ منها لإيقاف كوابيس كليتيمنسترا. بعد وقت قصير من لم شملهما، يتوصل كل من أوريستيس وإليكترا، تحت تأثير الجوقة، إلى خطة لقتل كل من كليتيمنسترا وإيجيسثوس.
يتجه بعدها أوريستيس إلى باب القصر حيث ترحب به كليتيمنسترا على نحو غير متوقع. ويدعي ردًا عليها أنه غريب ويخبرها أن (أوريستيس) قد مات، ما يجعلها ترسل وراء إيجيسثوس. غير مُتعرفٍ عليه، يستطيع أوريستيس دخول القصر حيث يقتل إيجيسثوس والذي كان بدون حراسة نتيجة تدخل الجوقة في إيصال رسالة كليتيمنسترا. تدخل كليتيمنسترا الغرفة بعد ذلك. يتردد أوريستيس في قتلها ولكن يذكره بيلاديس بأوامر أبولو ويقوم بعدها بفعلها. نتيجة لذلك، بعد ارتكاب أوريستيس لجريمة قتل الأم، أصبح هدفًا لبأس الغاضبات الشديد ولا يملك خيارًا سوى الهروب من القصر.